# Çarpanak Adası
Çarpanak Adası, früher Ktouts (armenisch Կտուց  կղզի Ktuts kghzi) ist eine kleine Insel im Vansee. Sie liegt knapp einen Kilometer vom Ostufer sowie rund 22 km nordwestlich der Stadt Van. Bis 1917 lebten hier einige Armenier, heute ist die Insel unbewohnt. Bis dahin hatte die Insel auch ein armenisch-apostolisches Kloster, genannt Ktuts-Kloster. Seine Ruinen sind noch heute zu sehen.
Während der Massaker an den Armeniern 1894–1896 diente die Insel als Zufluchtsort für zahlreiche von Sultan Abdülhamid II. verfolgte armenische Christen; die Situation verbesserte sich kaum merklich bis zum Völkermord an den Armeniern von 1915 bis 1917, als die türkischen Gendarmen sich den Zugang zur Insel verschafften und sämtliche armenischen Bewohner deportierten. Die unbewohnte Insel ist heute ein Vogelrückzugsgebiet und Naturschutzgebiet. Seit 2007 ist die Insel für den Tourismus mittels einer Fähre erreichbar.

## Galerie

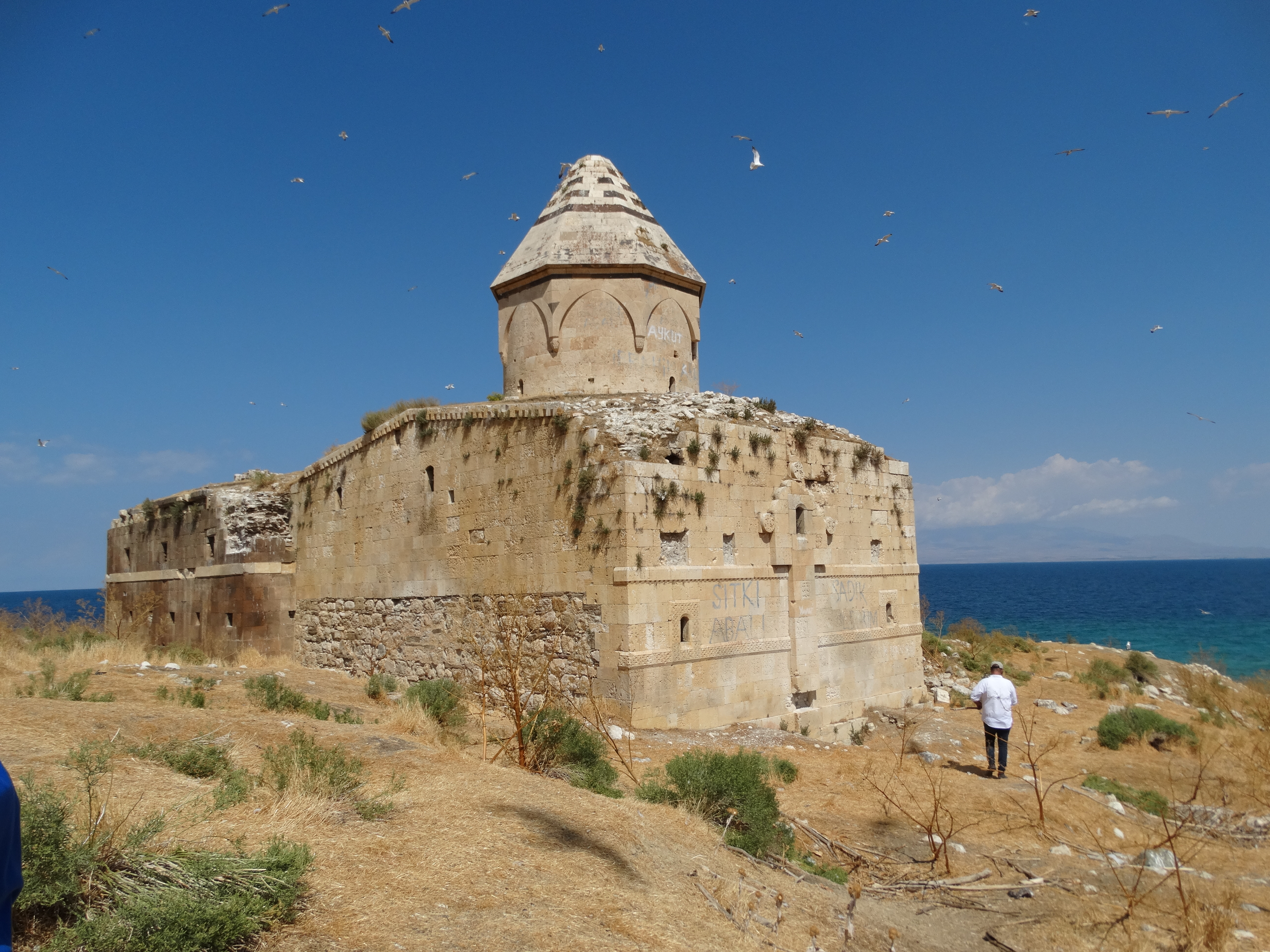
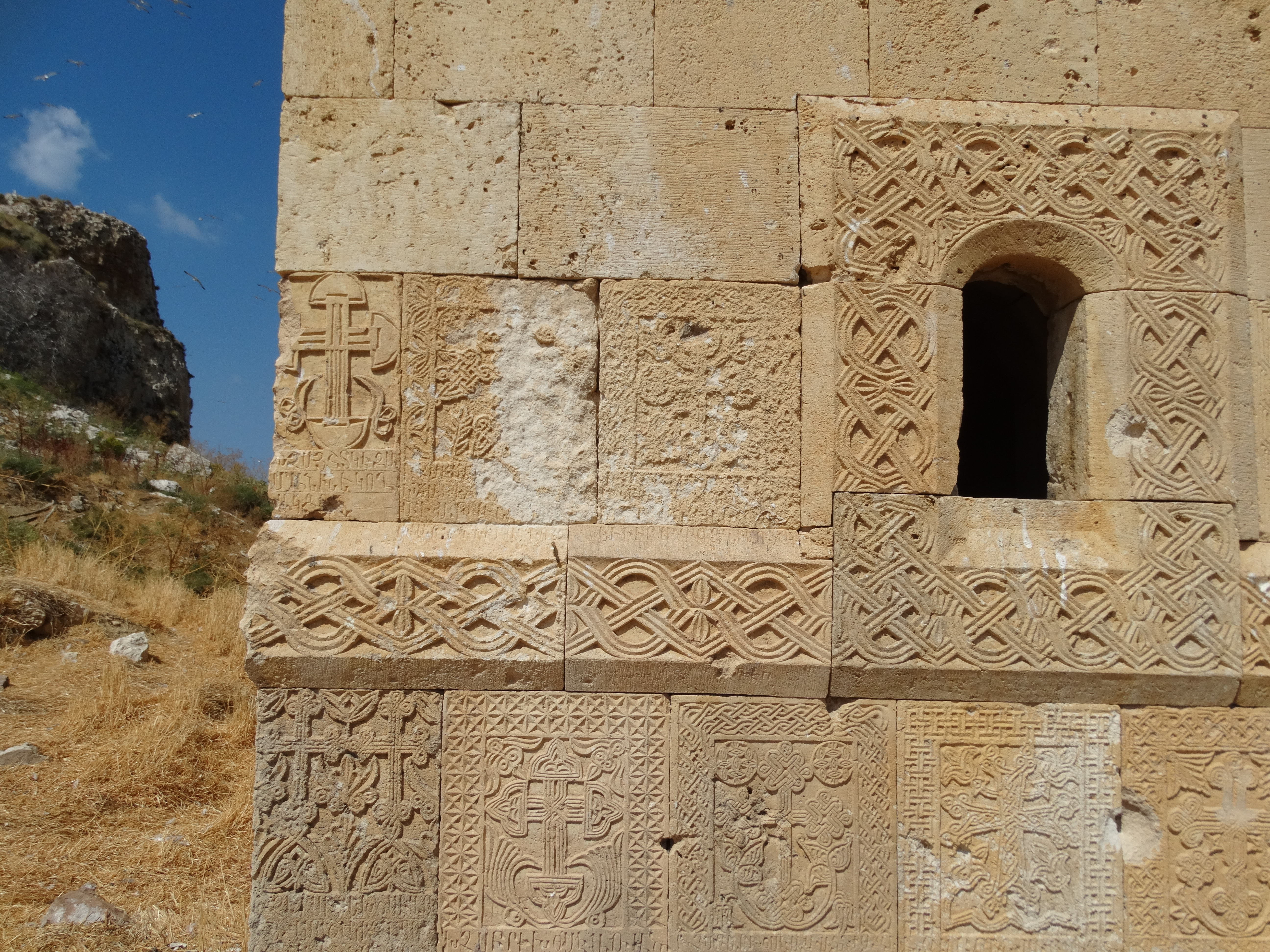
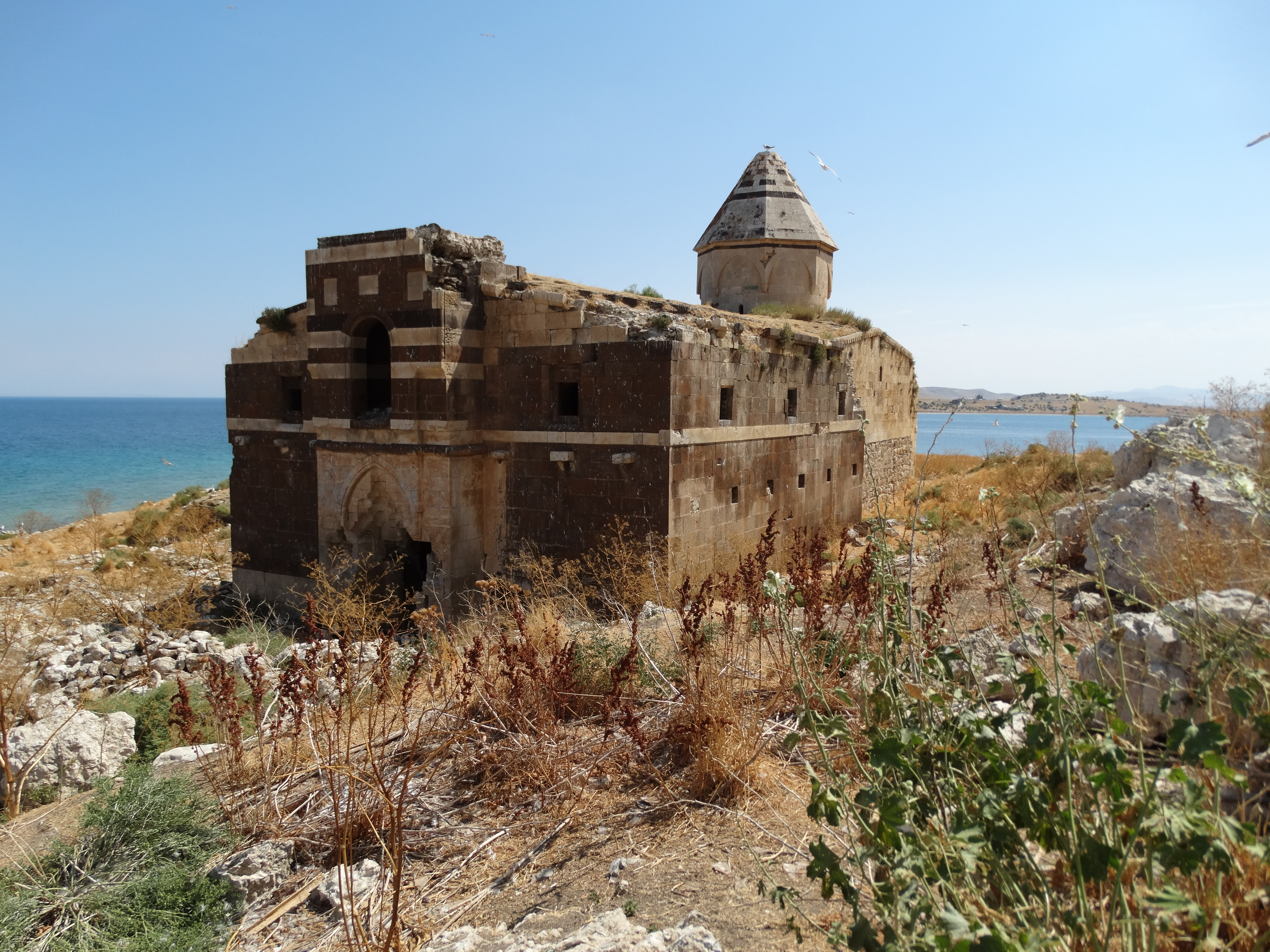
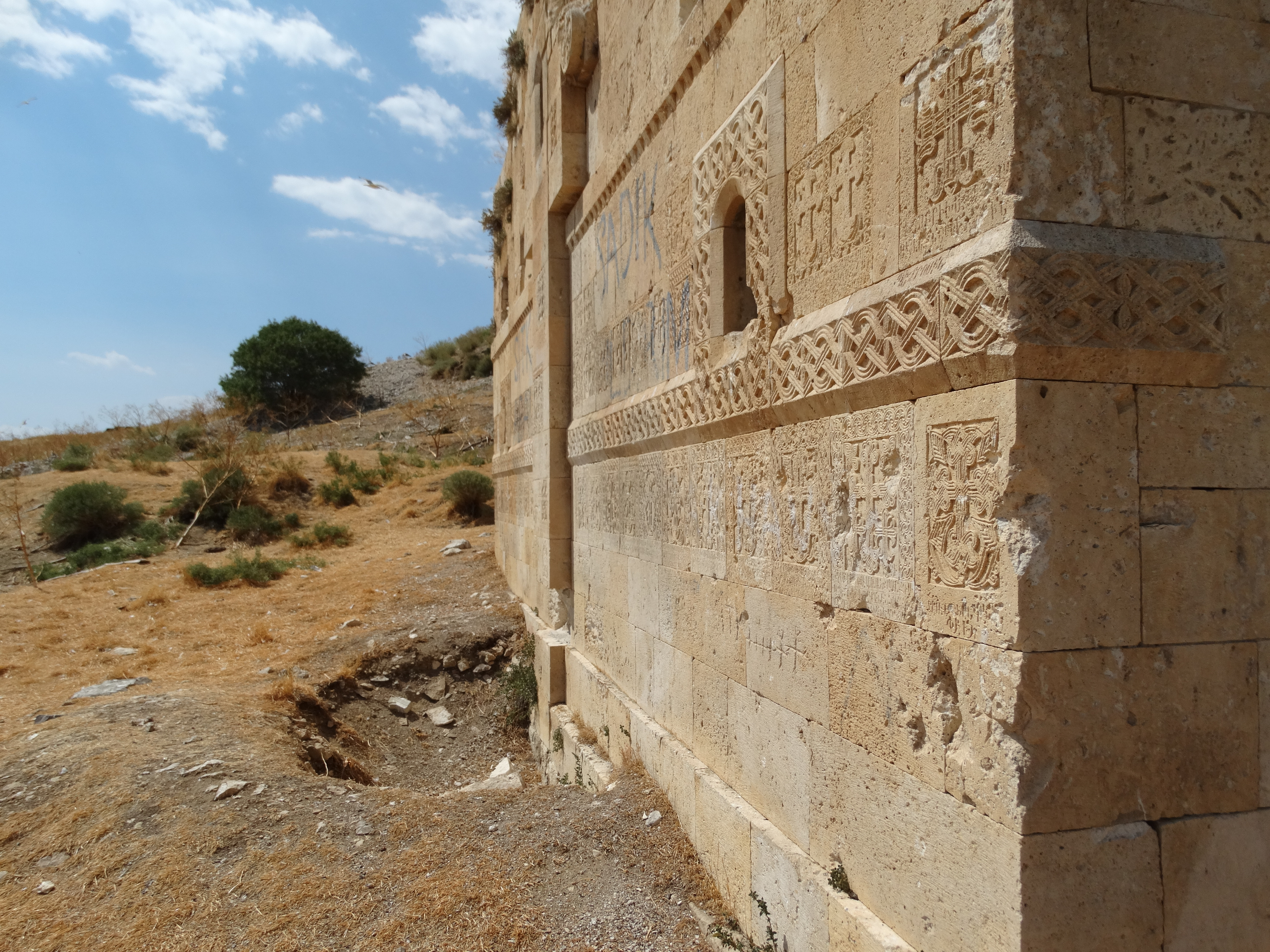
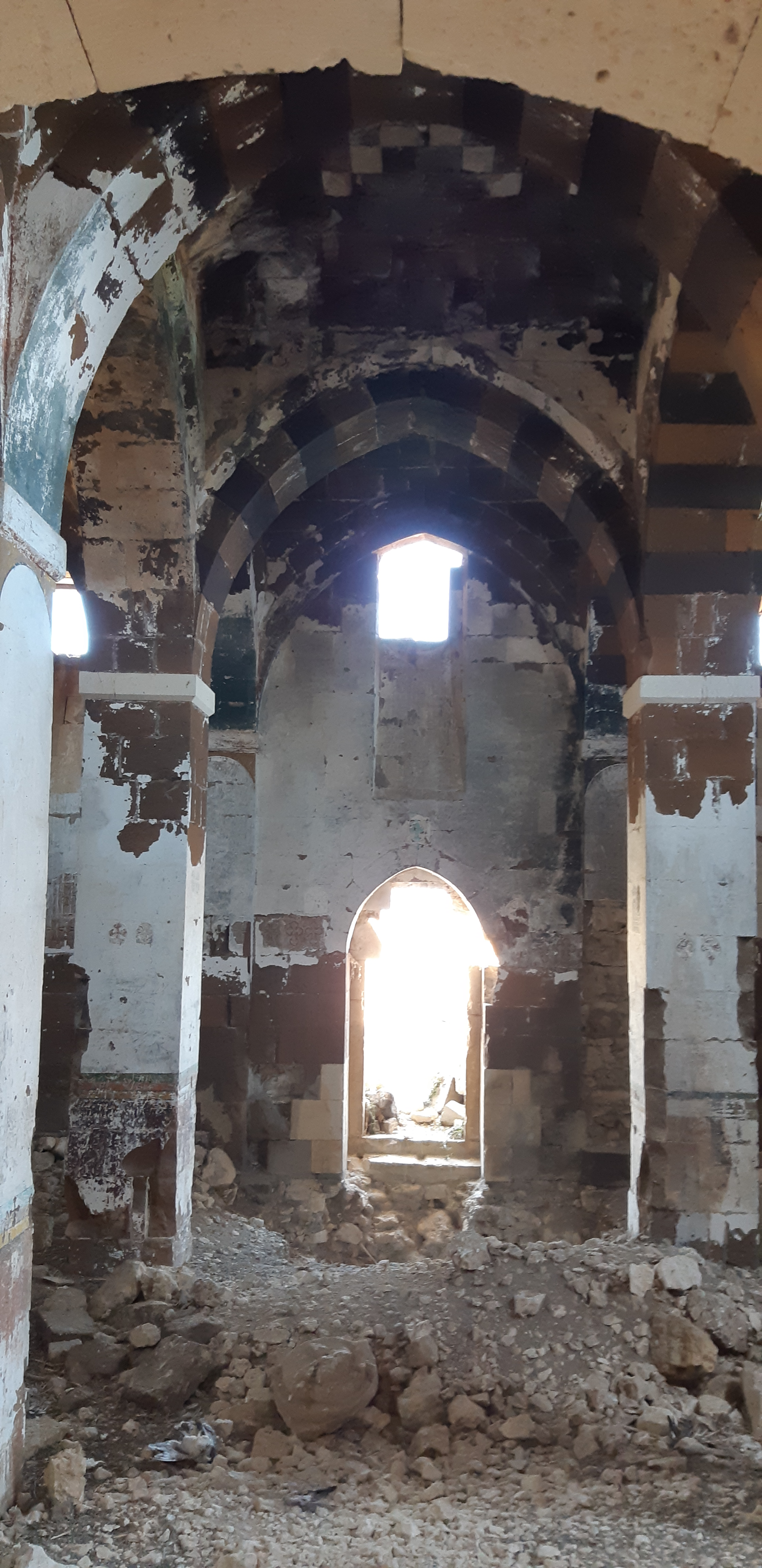
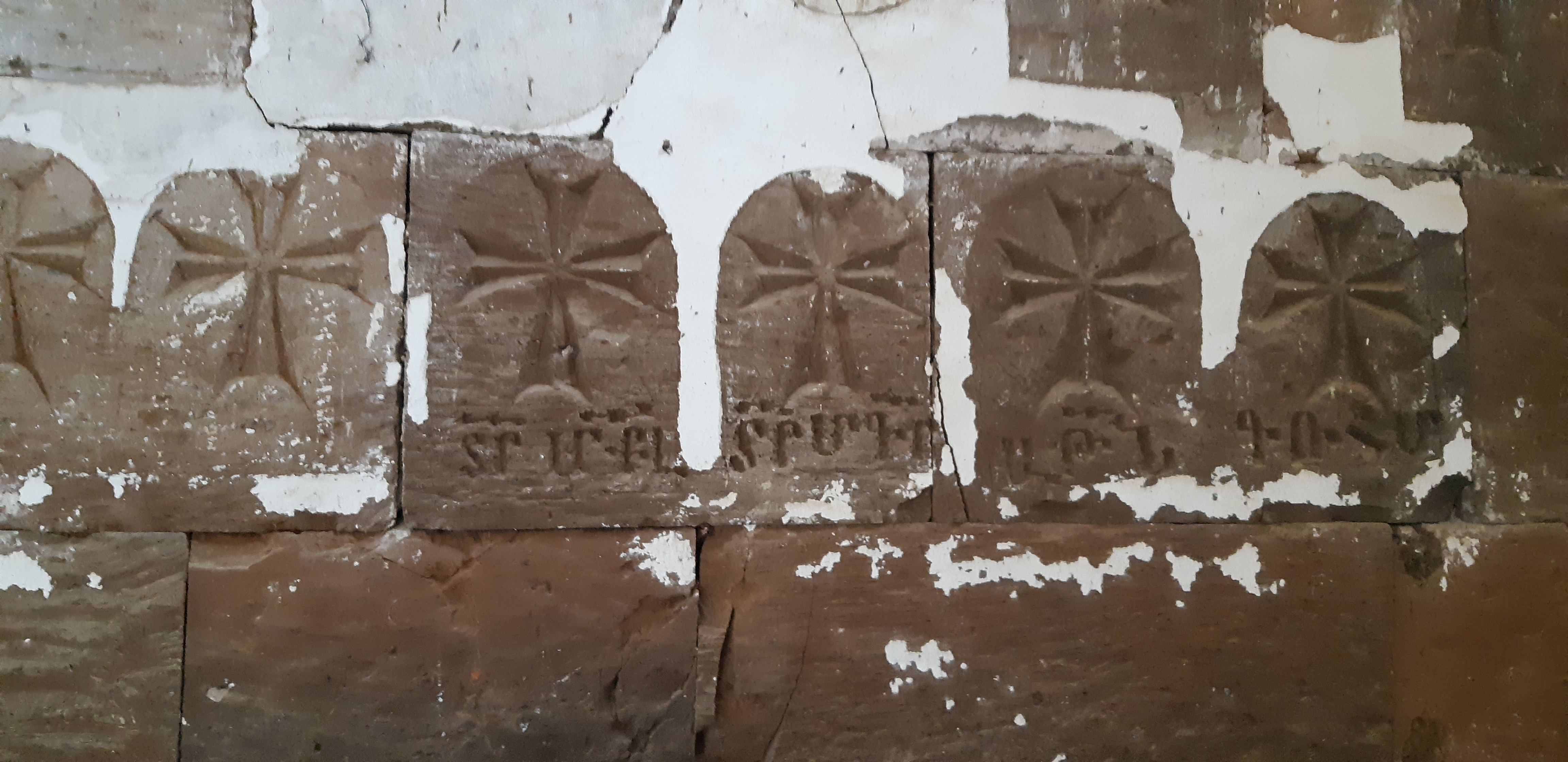